# Werner Bischof
Werner Bischof (Zurigo, 26 aprile 1916 – Trujillo, 16 maggio 1954) è stato un fotografo svizzero.
Uno tra i più famosi fotoreporter del XX secolo, e uno dei primi, a due anni della sua fondazione a far parte già nel 1949 dell'agenzia internazionale Magnum Photos.

## Biografia
Werner nasce a Zurigo in Svizzera. Il padre, un importante e abbiente imprenditore, desidera anche per il figlio una carriera dedita agli affari. Ma gli interessi del figlio sono rivolti al mondo dell'arte e convince il padre ad iscriverlo già a sedici anni alla Scuola di Arti Applicate di Zurigo. Dopo solo quattro anni, ovvero dopo il diploma, aprirà uno studio di fotografia di moda e pubblicità. Dopo una parentesi a Parigi, rientrò in Svizzera nel 1939 per servire nell'esercito. In questo periodo si dedicò alla fotografia naturalistica, dato il poco tempo a disposizione, e nel 1942-43 pubblicò i suoi primi scatti nel mensile svizzero Du.
Finita la guerra, nell'autunno del 1945 viaggiò dapprima in Germania e successivamente nei Paesi Bassi e Francia, rimanendo profondamente toccato dallo sfacelo delle città e dalle condizioni umane che incontrò. Da allora, la sofferenza umana divenne il suo principale interesse fotografico. Fotografò Berlino, Dresda, Varsavia. Divenne famosa l’immagine spettrale dello scheletro del Palazzo del Reichstag di Berlino, incendiato, ma ancora in piedi. La rivista "Du" lo inviò in Grecia.
Nel 1948 seguì per Time i Giochi olimpici invernali di Sankt Moritz, mentre i suoi reportage fotografici furono pubblicati l'anno seguente da Life. Nel 1949 sposò in Inghilterra Rosellina Mandel, svizzera, che lavorava in Italia come assistente sociale, ed entrò a far parte dell'Agenzia Magnum, costituitasi appena due anni prima, che raccoglieva fotografi come Robert Capa, David Seymour, Henri Cartier-Bresson, Maria Eisner, Ernst Haas ed altri. In questo periodo nacque il primo figlio, Marco. Nel 1951 si recò nel Medio Oriente, in seguito alla carestia nel Bihar ed Estremo Oriente.
Il padre di Werner rimproverò il figlio, qualche anno prima, per aver rinunciato alle comodità contro una vita randagia a fotografare morte e distruzione. Bischof chiese scusa al padre di non essere stato e non poter più essere un buon svizzero che fotografa scarpe e vestiti.
Nel 1953 finalmente poté affrontare il viaggio attraverso il continente americano che aveva pianificato da tempo. Però solo un anno dopo, il 16 maggio 1954, trovò la morte in un incidente automobilistico nelle Ande peruviane, pochi giorni prima della nascita del suo secondo figlio, Daniel.
Con il volume Japan (1954) vinse il "Prix Nadar" nel 1955.

## L'opera
Bischof si fece un nome già da giovanissimo nel campo della moda e della pubblicità con le sue brillanti composizioni di luci ed ombre. L'esperienza della guerra e la visione dell'Europa distrutta nel 1945 però lo spinsero ad abbandonare la fotografia patinata per dedicarsi alla documentazione della sofferenza umana. Il suo principio divenne mostrare senza falsificazioni la realtà, nella convinzione che al fotografo spettasse una profonda responsabilità sociale. Egli diventò il testimone dei perdenti e degli emarginati, cambiò i temi dinanzi alla sua macchina fotografica ma mantenne intatto il suo amore per la perfezione tecnica, per la ricerca delle simmetrie, per la luce, che nelle sue immagini ebbe qualcosa di mistico.
Viaggiò spesso nelle zone di guerra, malgrado disprezzasse il sensazionalismo della stampa per cui lavorava. Riuscì comunque a far sempre trasparire il suo amore per i suoi soggetti e per l'uomo in generale nelle sue fotografie. Bischof fu capace di unire questo aspetto umano e di impegno sociale al suo spiccato senso estetico e al talento nello sfruttare la forza espressiva delle forme elementari. Il maestro svizzero diede un forte impulso all'arte della fotografia, sia sotto il profilo qualitativo che sotto quello etico. La fotografia forse più famosa di Bischof ritrae un ragazzo peruviano che cammina suonando il flauto sulla strada per Cuzco.
Henri Cartier–Bresson scrisse che in Bischof anche la miseria più profonda "risplende di luce".

## Mostre
- 2013-2014, Werner Bischof retrospettiva, Palazzo Reale di Torino, Torino ()
- 2017-2018, Werner Bischof Fotografie 1934-1954, Casa dei Tre Oci, Venezia ()
- 2023 Opere inedite a colori di Werner Bischof MASI Lugano

## Libri fotografici
- Das Kleine Spielzeugbuch, Amstutz & Herdeg, Zurigo 1940
- Werner Bischof, 24 Photos, L. M. Kohler, Berna 1946
- Werner Bischof, Japan, Robert Delpire, Parigi 1954
- From Incas to Indioz, Robert Delpire, Parigi 1956
- Unterwegs, Manesse, Zurigo 1957
- The world of Werner Bischof, Dutton, New York 1959
- Werner Bischof. Querschnitt, Die Arche, Zurigo 1961
- Werner Bischof, C.J. Bucher, Lucerna 1973
- Werner Bischof, Arthaud, Parigi 1990 (anche: Thames and Hudson, Londra e New York; Benteli, Berna; Bulfinch, Boston e New York)
- Werner Bischof 55, Phaidon, Londra 2001
- Werner Bischof - Leben und Werk eines Photographen 1916-1954 di Marco Bischof e Carl Philabaum, 2003 (CD-ROM)
- Questions to my Father, Trolley, Londra 2004
- WernerBischofBilder, Benteli-Verlag, Berna (tedesco), Steidl Verlag, Göttingen (inglese), 2006
- Werner Bischof: Blackstory, cura e testi di Marco Bischof, Aperture, New York 2016